# Газовилучення із газового пласта
Газовилучення із газового пласта (рос. газоизвлечение из газового пласта; англ. gas yield of a gas seam; нім. Gasabgabe f der Gasschicht f, Gasausbringung f) — ступінь видобування запасів газу. Розрізняють поточне (яке визначається на певний момент часу) і кінцеве Г. (на період припинення промислової експлуатації родовища).
Для кількісної оцінки Г. використовується коефіцієнт Г. — відношення видобутої кількості газу до початкових запасів. Середній коефіцієнт Г. із родовищ 0,85.
Мінімальна величина цього показника (0,4–0,6) зафіксована на родовищах з відносно невеликими запасами, які характеризуються також неоднорідністю колекторських властивостей і активним вибірковим просуванням пластових вод.
Максимальне Г. (коефіцієнт до 0,9) мають родовища з середніми й незначними запасами, які характеризуються однорідними колекторами.
Кінцеве Г. визначається рядом геологічних особливостей, економічними факторами, а також факторами, пов'язаними з розробкою родовищ і видобуванням газу.
Основні з них:
- геологічна будова родовища і водонапірної системи, до якої воно приурочене; активність пластових вод;
- фізичні властивості пласта-колектора;
- величини запасів газу і початкового пластового тиску;
- кількість експлуатаційних свердловин і їх розміщення на площі покладу;
- порядок розбурювання покладу і черговість введення свердловин в експлуатацію, темпи відбирання газу з покладів;
- регулювання просування пластової води в покладі;
- технологія проведення ремонтів експлуатаційних свердловин;
- боротьба з винесенням піску з привибійної зони, ліквідація піщаних пробок;
- видалення пластової води й конденсату з вибоїв свердловин та ін.